# قاسم خان زين الدين
سيدنا قاسم خان زين الدين كان الداعي الحادي والثلاثين من البهرة الداوودية (توفي في 23 جمادى الآخرة 1054/1056 هـ الموافق 25 آب 1646 م في أحمد آباد، بالهند). وقد خلف الداعي الثلاثين سيدنا علي شمس الدين الرابع في المنصب الديني.

## الحياة
أصبح سيدنا زين الدين الداعي المطلق عام 1056 هـ/1646 م. فترة دعوته كانت 1042 – 1054 هـ التي توافق 1634 – 1646 م. خدم خمسة من أسلافه.

## النسب
يعود أصل سيدنا قاسم خان إلى مولانا عبد الله وسيدي حسن فير.

## الدفن

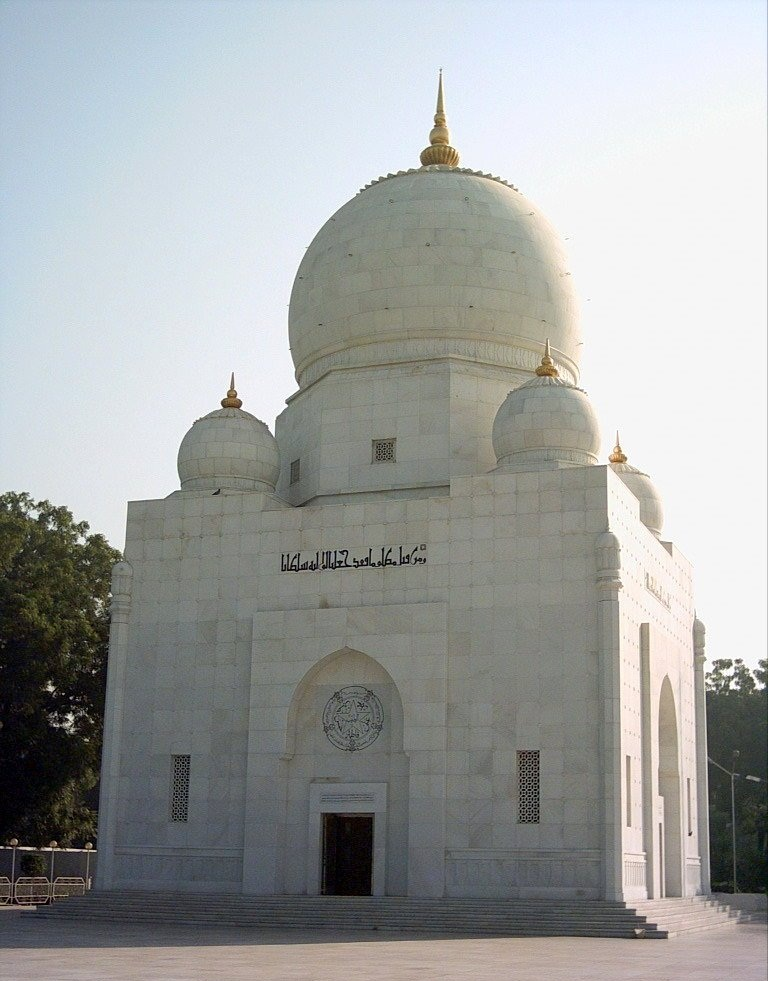
موقع دفن قاسم خان زين الدين

دُفن في مزار قطبي في أحمد آباد.

## قراءة إضافية
- الإسماعيلية تاريخها وعقيدتها تأليف فرهاد دفتري (فصل - الإسماعيلية المستعلية -ص 11). 300-310)

| ألقاب شيعيَّة                                   | ألقاب شيعيَّة                                                   | ألقاب شيعيَّة         |
| --------------------------------------------- | ------------------------------------------------------------- | ------------------- |
| قاسم خان زين الدين الداعي المطلق توفي: 1646 م |                                                               |                     |
| سبقه علي شمس الدين الرابع                     | الداعي المطلق الواحد والثلاثون (31) 1042–1054 هـ/ 1634–1646 م | تبعه قطب الدين شهيد |